# 夏克立
夏克立（英語：Christopher Downs，1972年2月6日—），出生於加拿大蒙特婁，台灣節目主持人、舞台劇、電視演員。

## 經歷
夏克立的父親是造船公司的高級主管，母親在蒙特婁一家醫院的急診室中擔任護士。夏克立有一個姊姊（1971 年生）、一個弟弟。夏克立小時喜歡畫畫與寫詩。
夏克立畢業於加拿大麥吉爾大學電影傳播系，主修媒體教育。取得學位之後，曾經參與電影《侏儸紀公園》製作 3D 動畫的繪圖成員。
從1996年起，因為夏克立做節目設計，報導1996年中華民國總統選舉新聞來到台灣，之後打算長期留下。
2001年，夏克立在電影《深深太平洋》中飾演男主角，也在有線電視頻道製作英語教學的節目、與其他綜藝節目。在客家電視台與郎祖筠一起製作主持的《奧林P客》，曾獲得2007年廣播電視小金鐘獎最佳兒童或少年母語節目獎。
2005年夏克立與女藝人黃嘉千在排演東森綜合台的電視劇《艾曼紐要怎樣》中相识，半年多之後訂婚，婚禮是在2006年9月2日加拿大魁北克舉行。之後10月1日回到台灣在桃園迦南長老教會辦理基督徒的結婚儀式。夏克立女兒夏天是在2009年12月2日出生，2015年父女兩人曾參加中國親子實境節目湖南衛視《爸爸去哪兒 (第三季)》。
2018年12月14日，夏克立就孟晚舟被捕案，在微博发文宣称不明白加拿大的作法并向中国人道歉。
2023年夏克立涉及離婚官司案，家暴案在加獲勝訴，他指出獄後曾經流落街頭，今罪名與指控終被撤銷，自比處境如強尼戴普。

## 事件
夏克立和黃嘉千在2022年宣布結束16年婚姻，2024年8月士林地方法院一審宣判黃嘉千在該離婚官司中勝訴，當中夏克立多次發話指控黃嘉千，而黃嘉千僅以「尊重司法」回應，一直到日前打破沈默，坦言在婚姻中受到家暴，讓她罹患創傷後壓力症候群。消息曝光後，夏克立也不滿回應，控告黃嘉千以及對其有不妥言論的網友。3月6日夏克立受台北地檢署傳喚，他自曝因為私下受到威脅，因此睡在了律師辦公室。

## 出版作品

### 書籍
| 年份   | 書名                                                                         | 出版社   | ISBN               |
| ------ | ---------------------------------------------------------------------------- | -------- | ------------------ |
| 2006年 | 《夏克立的嬉鄉記》                                                           | 春天     | ISBN 9789867135643 |
| 2008年 | 《夏克立加拿大旅行ABC》                                                      | 臺視文化 | ISBN 9789867135643 |
| 2012年 | 《夏氏英語學習法》                                                           | 好優文化 | ISBN 9789866133299 |
| 2016年 | 《因為愛，陪妳做公主：寵愛不寵壞，中西父母聰明教出自信、優雅、貼心的好女兒》 | 野人文化 | ISBN 9789863841579 |

## 演出作品

### 電視劇
| 拍攝年度 | 首播日期       | 播出頻道   | 劇名                        | 飾演         | 性質   |
| -------- | -------------- | ---------- | --------------------------- | ------------ | ------ |
| 2006年   | 2006年1月27日  | 東森電視台 | 《艾曼紐要怎樣》            | 義大利黑手黨 | 客串   |
| 2007年   | 2007年         | 公視       | 《我在墾丁*天氣晴》         | 老外一       | 客串   |
| 2007年   | 2007年         | 中視       | 《轉角＊遇到愛》            | Ken          | 客串   |
| 2008年   | 2008年11月10日 | 中視       | 《光陰的故事》              | Paul (保羅)  | 男配角 |
| 2009年   | 2011年10月31日 | 大愛       | 《家的故事系列-茶是顧香濃》 | Tom (湯姆)   | 客串   |
| 2014年   | 2014年         | 民視       | 《龍飛鳳舞》                | 馬偕醫生     | 客串   |

### 電影
| 拍攝年度 | 首映日期 | 播出地方 | 戲名           | 飾演  | 性質   |
| -------- | -------- | -------- | -------------- | ----- | ------ |
| 2001年   | 2001年   | 台灣     | 《深深太平洋》 | Alex  | 男主角 |
| 2012年   | 2013年   | 馬來西亞 | 《冠军歌王》   | Chris | 演員   |
| 2014年   | 2015年   | 台灣     | 《把我娶回家》 | Leo   | 男主角 |
| 2015年   | 2015年   | 美國     | 《小小兵》     | 赫伯  | 配音   |
| 2017年   | 2018年   | 新加坡   | 《戏曲总动员》 |       |        |

### 舞台劇
- 2006年《莎姆雷特》

### 綜藝節目
- 2015年《爸爸去哪兒 第三季》

## 主持作品
- 客家電視台《奥林P客》
- 公視《蝙蝠AMIGO》、《我在台灣 你好嗎》

## 廣告
- 愛之味麥仔茶（與澎恰恰合演「止口渴又不礙胃」篇）

## 獲獎與提名

### 電視金鐘獎
| 年份 | 獲提名      | 獎項                 | 結果 |
| ---- | ----------- | -------------------- | ---- |
| 2009 | 《奧林P客》 | 兒童少年節目主持人獎 | 提名 |
| 2011 | 《奧林P客》 | 兒童少年節目主持人獎 | 提名 |

## 註解
1. ↑  . 嬰兒與母親 8月號 NO.442.   [2014-05-13]. （原始内容存档于2014-05-14）.
2. ↑  . 自由時報. 2005-06-20  [2009-01-12]. （原始内容存档于2009-02-01）.
3. ↑  . 嘉義縣人力發展所.   [2009-01-12]. （原始内容存档于2009-07-03）.
4. ↑  . 開眼電影網.   [2009-01-12]. （原始内容存档于2014-05-13）.
5. ↑  . 中天娛樂台. 2009-01-06  [2009-01-12]. （原始内容存档于2009-01-05）.
6. ↑  . 大紀元. 2005-06-02  [2009-01-12]. （原始内容存档于2008-09-30）.
7. ↑  . across0909的部落格 __ 痞客邦 __.   [2020-10-05]. （原始内容存档于2015-11-20）.
8. ↑  . 星洲网. 2018-12-15  [2018-12-16]. （原始内容存档于2018-12-16）.
9. ↑  .   [2023-08-02]. （原始内容存档于2023-08-03）.

## 外部連結
- 夏克立的Instagram帳戶
- 夏克立的Facebook專頁
- 夏克立Chris的新浪微博
- 夏克立在互联网电影资料库（IMDb）上的資料（英文）
- 夏克立在豆瓣上的资料（简体中文）
- 夏克立在时光网上的簡介（简体中文）
- 華文影史庫 夏克立簡介 （页面存档备份，存于）（繁體中文）